# 上海紅双喜
上海紅双喜股份有限公司（シャンハイこうそうきこふんゆうげんこうし）は、中国大手の卓球用品メーカー。略称・ブランド名は紅双喜 DHS（こうそうきディーエイチエス）。DHSは、Double Happiness Shanghai の略語である。

## 製品
- 卓球用品
  - ボール
  - ラケット
  - 卓球台
- バドミントン用品
  - ラケット
- 重量挙げ用品
- その他
  - サッカー
  - バレーボール
  - バスケットボール
  - テニス等ボールおよび関連製品。